# RAF Rattlesden
RAF Rattlesden est un ancien terrain d'aviation de la Royal Air Force pendant la Seconde Guerre mondiale. Situé en Angleterre, à Rattlesden près de Bury St Edmunds dans le Suffolk, il fut principalement utilisé par de le 8th USAAF de l'United States Army Air Forces.